# Schizopetalon biseriatum
Schizopetalon biseriatum är en korsblommig växtart som beskrevs av Rodolfo Amando Philippi, Ernest Friedrich Gilg och Reinhold Conrad Muschler. Schizopetalon biseriatum ingår i släktet Schizopetalon och familjen korsblommiga växter. Inga underarter finns listade i Catalogue of Life.